# 峨眉香科科
峨眉香科科（学名：Teucrium omeiense），为唇形科香科科属下的一个植物变种。